# I Love the Nightlife
"I Love the Nightlife (Disco 'Round)" is een disconummer van Alicia Bridges. Het werd in 1978 als single uitgebracht door Polydor Records, met op de B-kant "Self Applause". Bridges schreef beide liedjes samen met Susan Hutcheson. Steve Buckingham verzorgde de muzikale productie. "I Love the Nightlife" verscheen tevens op Bridges' debuutalbum, getiteld Alicia Bridges. Het liedje werd gebruikt in de films Love at First Bite (1979), The Adventures of Priscilla, Queen of the Desert (1994) en The Last Days of Disco (1998).

## Tracklist
- A. "I Love the Nightlife (Disco 'Round)" - 3:10
- B. "Self Applause" - 3:23

## Hitnoteringen

### Australische hitlijst
| Hitnotering in de Australische hitlijst: | Hitnotering in de Australische hitlijst: | Hitnotering in de Australische hitlijst: | Hitnotering in de Australische hitlijst: | Hitnotering in de Australische hitlijst: | Hitnotering in de Australische hitlijst: | Hitnotering in de Australische hitlijst: | Hitnotering in de Australische hitlijst: | Hitnotering in de Australische hitlijst: | Hitnotering in de Australische hitlijst: | Hitnotering in de Australische hitlijst: | Hitnotering in de Australische hitlijst: | Hitnotering in de Australische hitlijst: | Hitnotering in de Australische hitlijst: | Hitnotering in de Australische hitlijst: | Hitnotering in de Australische hitlijst: | Hitnotering in de Australische hitlijst: | Hitnotering in de Australische hitlijst: | Hitnotering in de Australische hitlijst: | Hitnotering in de Australische hitlijst: | Hitnotering in de Australische hitlijst: | Hitnotering in de Australische hitlijst: |
| Week:                                    | 1                                        | 2                                        | 3                                        | 4                                        | 5                                        | 6                                        | 7                                        | 8                                        | 9                                        | 10                                       | 11                                       | 12                                       | 13                                       | 14                                       | 15                                       | 16                                       | 17                                       | 18                                       | 19                                       | 20                                       | 21                                       |
| ---------------------------------------- | ---------------------------------------- | ---------------------------------------- | ---------------------------------------- | ---------------------------------------- | ---------------------------------------- | ---------------------------------------- | ---------------------------------------- | ---------------------------------------- | ---------------------------------------- | ---------------------------------------- | ---------------------------------------- | ---------------------------------------- | ---------------------------------------- | ---------------------------------------- | ---------------------------------------- | ---------------------------------------- | ---------------------------------------- | ---------------------------------------- | ---------------------------------------- | ---------------------------------------- | ---------------------------------------- |
| Positie:                                 | 41                                       | 20                                       | 19                                       | 18                                       | 17                                       | 15                                       | 18                                       | 17                                       | 15                                       | 12                                       | 11                                       | 11                                       | 14                                       | 13                                       | 24                                       | 31                                       | 28                                       | 30                                       | 40                                       | 50                                       | uit                                      |

### Nederlandse hitlijsten

#### Nationale Hitparade (Top 50)
| Hitnotering in de Nationale Hitparade (Top 50): | Hitnotering in de Nationale Hitparade (Top 50): | Hitnotering in de Nationale Hitparade (Top 50): | Hitnotering in de Nationale Hitparade (Top 50): | Hitnotering in de Nationale Hitparade (Top 50): | Hitnotering in de Nationale Hitparade (Top 50): | Hitnotering in de Nationale Hitparade (Top 50): | Hitnotering in de Nationale Hitparade (Top 50): | Hitnotering in de Nationale Hitparade (Top 50): | Hitnotering in de Nationale Hitparade (Top 50): |
| Week:                                           | 1                                               | 2                                               | 3                                               | 4                                               | 5                                               | 6                                               | 7                                               | 8                                               | 9                                               |
| ----------------------------------------------- | ----------------------------------------------- | ----------------------------------------------- | ----------------------------------------------- | ----------------------------------------------- | ----------------------------------------------- | ----------------------------------------------- | ----------------------------------------------- | ----------------------------------------------- | ----------------------------------------------- |
| Positie:                                        | 34                                              | 11                                              | 13                                              | 13                                              | 18                                              | 17                                              | 27                                              | 41                                              | uit                                             |

#### Nederlandse Top 40
| Hitnotering in de Nederlandse Top 40: | Hitnotering in de Nederlandse Top 40: | Hitnotering in de Nederlandse Top 40: | Hitnotering in de Nederlandse Top 40: | Hitnotering in de Nederlandse Top 40: | Hitnotering in de Nederlandse Top 40: | Hitnotering in de Nederlandse Top 40: | Hitnotering in de Nederlandse Top 40: | Hitnotering in de Nederlandse Top 40: | Hitnotering in de Nederlandse Top 40: |
| Week:                                 | 1                                     | 2                                     | 3                                     | 4                                     | 5                                     | 6                                     | 7                                     | 8                                     | 9                                     |
| ------------------------------------- | ------------------------------------- | ------------------------------------- | ------------------------------------- | ------------------------------------- | ------------------------------------- | ------------------------------------- | ------------------------------------- | ------------------------------------- | ------------------------------------- |
| Positie:                              | 26                                    | 14                                    | 10                                    | 9                                     | 9                                     | 14                                    | 25                                    | 39                                    | uit                                   |

### Nieuw-Zeelandse hitlijst
| Hitnotering in de Nieuw-Zeelandse hitlijst: | Hitnotering in de Nieuw-Zeelandse hitlijst: | Hitnotering in de Nieuw-Zeelandse hitlijst: | Hitnotering in de Nieuw-Zeelandse hitlijst: | Hitnotering in de Nieuw-Zeelandse hitlijst: | Hitnotering in de Nieuw-Zeelandse hitlijst: | Hitnotering in de Nieuw-Zeelandse hitlijst: | Hitnotering in de Nieuw-Zeelandse hitlijst: | Hitnotering in de Nieuw-Zeelandse hitlijst: | Hitnotering in de Nieuw-Zeelandse hitlijst: | Hitnotering in de Nieuw-Zeelandse hitlijst: | Hitnotering in de Nieuw-Zeelandse hitlijst: | Hitnotering in de Nieuw-Zeelandse hitlijst: | Hitnotering in de Nieuw-Zeelandse hitlijst: | Hitnotering in de Nieuw-Zeelandse hitlijst: | Hitnotering in de Nieuw-Zeelandse hitlijst: | Hitnotering in de Nieuw-Zeelandse hitlijst: | Hitnotering in de Nieuw-Zeelandse hitlijst: | Hitnotering in de Nieuw-Zeelandse hitlijst: |
| Week                                        | 1                                           | 2                                           | 3                                           | 4                                           | 5                                           | 6                                           | 7                                           | 8                                           | 9                                           | 10                                          | 11                                          | 12                                          | 13                                          | -                                           | 14                                          | -                                           | 15                                          | 16                                          |
| ------------------------------------------- | ------------------------------------------- | ------------------------------------------- | ------------------------------------------- | ------------------------------------------- | ------------------------------------------- | ------------------------------------------- | ------------------------------------------- | ------------------------------------------- | ------------------------------------------- | ------------------------------------------- | ------------------------------------------- | ------------------------------------------- | ------------------------------------------- | ------------------------------------------- | ------------------------------------------- | ------------------------------------------- | ------------------------------------------- | ------------------------------------------- |
| Positie:                                    | 28                                          | 18                                          | 18                                          | 22                                          | 18                                          | 19                                          | 20                                          | 16                                          | 21                                          | 33                                          | 27                                          | 38                                          | 36                                          | uit                                         | 47                                          | uit                                         | 29                                          | 32                                          |
| Week                                        | 17                                          | 18                                          | -                                           | 19                                          | 20                                          | 21                                          | 22                                          | 23                                          | 24                                          | 25                                          | 26                                          | 27                                          | 28                                          | 29                                          | 30                                          | 31                                          | 32                                          | -                                           |
| Positie:                                    | 41                                          | 40                                          | uit                                         | 42                                          | 12                                          | 10                                          | 5                                           | 4                                           | 4                                           | 6                                           | 8                                           | 10                                          | 15                                          | 24                                          | 27                                          | 30                                          | 47                                          | uit                                         |